# Fryd & Gammen
Fryd & Gammen är ett känt norskt dansband från Akershus/Oppland i Norge. Orkestern startades 1970 av Jan Erik Aaserud. Bland medlemmarna den första tiden var Reidar Myhre, bror till Wenche Myhre.
Bandet höll en låg profil fram till 1991, då det första albumet gavs ut. 
År 2000 tecknade en ny konstellation av bandet kontrakt med Tylden & Co. Då bestod bandet av Aaserud, Kai Robert Johansen (sång, trumpet), Svein Morten Haugerud (saxofon, keyboard), Svein Egil Bjørge (saxofon, basgitarr), Vegar Åslund (trummor) och Harald Kulstad (basgitarr, gitarr, dragspel). Bandet fick stor uppmärksamhet i augusti 2001 då de gav ut albumet Bryllup på slottet, där tre av sångerna var hyllningar till den kommande kronprinsessan. Den ena av sångerna, "Mette-Marit", blev också framförd i tysk TV.
Två år senare slutade Kai Robert Johansen för att satsa på en solokarriär. Hans ersättare blev Tommy Tungvåg, son till Arnstein Tungvåg från Dænsebændet. 2004 var bandet med i Årets Dansebandmelodi med låten "Musikk er livet".

## Medlemmar
Nuvarande medlemmar
- Jan Erik Aaserud – keyboard, sång (1970–)
- Svein Morten Haugerud – saxofon, keyboard, sång (?–)
- Lasse Bangfield – gitarr, sång (?–)
- Kjell Englund – dragspel (?–)

Tidigare medlemmar (urval)
- Reidar Myhre – saxofon
- Kai Robert Johansen – sång, trumpet (?–2003)
- Svein Egil Bjørge – saxofon, basgitarr
- Vegar Åslund – trummor
- Harald Kulstad – basgitarr, gitarr, dragspel (2003–?)
- Tommy Tungvåg – sång, trumpet (2003–?)

## Diskografi
Studioalbum
- 1991 – Midt i trafikken
- 1994 – Bare…Fryd & Gammen
- 2001 – Bryllup på slottet
- 2004 – Musikk er livet
- 2007 – Damenes

EP
- 1993 – Kom og dans

Singlar
- 1973 – "Supermann" / "En tier for å vite om fremtiden"
- 1999 – "Fryd og gammen" / "Du er solen i mitt liv"
- 2000 – "Mette-Marit"
- 2004 – "Angeline"
- 2010 – "Skal vi gå denne veien du og jeg"